# مايكل بوكانان
مايكل بوكانان (بالإنجليزية: Michael Buchanan)‏ هو لاعب كرة قدم أمريكية ولاعب كرة القدم الكندية أمريكي، ولد في 24 يناير 1991 في هوموود في الولايات المتحدة.

## وصلات خارجية
- ميخائيل بوكانان على موقع مرجع كرة القدم المحترفة.كوم (الإنجليزية)